# Константин Станчу
Константин Станчу (Букурешт, 13. април 1911. — непознат датум смрти) био је румунски фудбалски нападач .

## Каријера
Станчу је током каријере уписао укупно осам наступа и постигао четири гола за румунску репрезентацију. Каријеру у клупском фудбалу провео је у Венус Букурешти између 1923. и 1927. године, играо је за Фулгерул Чисинау 1926–1927 и вратио се у Венус Букурешт Потом је играо за Јувентус Букурешт до 1939. године, а каријеру је прекинуо 1939. године у Металоспорт Букурештију.

## Репрезентативни голови
| #  | Датум         | Место одржавања                      | Противник | Такмичење                |
| -- | ------------- | ------------------------------------ | --------- | ------------------------ |
| 1. | 14. јула 1930 | Стадион Поситос, Монтевидео, Уругвај | Перу      | ФИФА-ин светски куп 1930 |
| 2. | 10. маја 1931 | Стадион ОНЕФ, Букурешт, Румунија     | Бугарска  | Балкански куп 1931       |
| 3. | 10. маја 1931 | Стадион ОНЕФ, Букурешт, Румунија     | Бугарска  | Балкански куп 1931       |